# Nettingsdorf Challenger
Il Nettingsdorf Challenger è stato un torneo professionistico di tennis giocato su campi in terra rossa. Faceva parte dell'ATP Challenger Series. Si giocava annualmente tra il 1997 e il 1999 a Nettingsdorf, località situata nel comune austriaco di Ansfelden.

## Albo d'oro

### Singolare
| Anno | Campione      | Finalista       | Punteggio |
| ---- | ------------- | --------------- | --------- |
| 1997 | Radomír Vašek | Christian Vinck | 6–3, 6–3  |
| 1998 | Markus Hipfl  | Clemens Trimmel | 6–2, 6–0  |
| 1999 | Attila Sávolt | Markus Hipfl    | 6–1, 6–0  |

### Doppio
| Anno | Campioni                      | Finalisti                            | Punteggio     |
| ---- | ----------------------------- | ------------------------------------ | ------------- |
| 1997 | Björn Jacob Michael Kohlmann  | Thomas Buchmayer Thomas Strengberger | 6–2, 3–6, 6–3 |
| 1998 | Tomáš Krupa Borut Urh         | Tomáš Cibulec Leoš Friedl            | 6–1, 6–4      |
| 1999 | Georg Blumauer Alexander Peya | Marcelo Charpentier Jose Frontera    | 6–7, 6–3, 7–6 |